# Vilma Dysmasová
Vilma Dysmasová (20. prosince 1891 Rosice – 29. června 1949 Praha) byla česká malířka a pedagožka.

## Životopis
Jejími rodiči byli Josef Dysmas (10. 2. 1842 Heřmanův Městec – 3. 11. 1904 Brno), ředitel velkostatku v Rosicích, a Anna Dorota Dysmasová, rozená Grimmová (* 7. 7. 1851 Praha) ze Zlonic. Měla bratra Ferdinanda Dysmase (* 21. 7. 1878 Rosice) a sestru Marii Gluckmannovou (21. 11. 1879 Rosice – 1963).
Vilma Dysmasová navštěvovala v letech 1904–1909 dívčí lyceum Vesny v Brně, poté studovala Uměleckoprůmyslovou školu v Praze (1909–1913) u Emilie Krostové a u Beneše, byla mimořádná posluchačka Českého vysokého učení technického v Praze. Byla akademická malířka a profesorka, malovala krajiny a podobizny.
Vystavovala pravidelně na členských výstavách Kruhu výtvarných umělkyň, jehož byla členkou. V Praze XII bydlela na adrese Šafaříkova 3.

## Dílo

### Výstavy
1. Umělecká výstava Kruhu výtvarných umělkyň v Praze, Klub přátel umění v Olomouci, výstavní síň – Olomouc: 1924-12
2. Výstava českých malířek, Galerie Fabre – Paříž: 1927-05-20–1937-06-04
3. Národ svým výtvarným umělcům – Praha: 1940-12-01–1941-01-05

### Obrazy
1. Kytice ve džbánu: olej na plátně, fixováno na kartonu, 31 cm × 42 cm, signováno PD, řezaný blondel rám
2. Evička: olej, plátno
3. Dalmatský přístav: olej, plátno
4. Les: olej, plátno
5. Moře I.: olej, plátno, 58 cm × 79 cm, LD V. Dysmasová
6. Moře II.: olej, plátno, 51 cm × 66 cm, LD V. Dysmasová

## Galerie

Kytice ve džbánu, (olej na plátně fixováno na kartonu)
Malý čtenář, (olej na plátně)